# Ōsumi (provincia)
Ōsumi (大隅国?, Ōsumi no kuni) fu una provincia del Giappone nell'area che corrisponde alla parte orientale dell'odierna prefettura di Kagoshima. Ōsumi confinava con le province di Hyūga e Satsuma.

Mappa delle province giapponesi con la provincia di Osumi evidenziata

L'antica capitale si trovava vicino all'odierna città di Kokubu. Durante il periodo Sengoku ed il periodo Edo, Osumi fu controllata dal clan Shimazu della confinante Satsuma e non sviluppò un centro amministrativo principale.
La regione di Ōsumi ha sviluppato un proprio distintivo dialetto. Sebbene oggi Ōsumi faccia parte della prefettura di Kagoshima, questo dialetto è differente da quello parlato nella città di Kagoshima. C'è un notevole orgoglio culturale nella poesia tradizionale scritta nei dialetti di Ōsumi e Kagoshima.